# Mais qu'est-ce que j'ai fait au bon Dieu pour avoir une femme qui boit dans les cafés avec les hommes ?
Pour plus de détails, voir Fiche technique et Distribution.
Mais qu'est-ce que j'ai fait au bon Dieu pour avoir une femme qui boit dans les cafés avec les hommes ? est une comédie française de Jan Saint-Hamont sortie en 1980. Le film est notamment connu pour avoir l'un des plus longs titres du cinéma français.

## Synopsis
Ce film relate, sous la forme d'une chronique humoristique, la vie de Gabriel et Odette Crémieux, mariés depuis de longues années.
Gabriel Crémieux, homme d’origine modeste devenu propriétaire d’un garage prospère, vit paisiblement  avec sa femme Odette, qu’il considère comme l’incarnation de la ménagère exemplaire. Autour d’eux gravitent leur fils unique, Robert, et sa compagne Barbara, qui partagent le même toit dans une ambiance familiale à la fois simple et ordonnée.
Mais cette tranquillité apparente est soudainement mise à mal lorsqu’un fonctionnaire du fisc, Maurice Vasselin, se présente à l’improviste, tend un piège à Gabriel, concernant un paiement en liquide, pour l'achat d'une automobile. Ce stratagème lui permettra d'inspecter les comptes de l’entreprise familiale. Bien que la situation semble d’abord administrative, elle prend rapidement une tournure inattendue : Vasselin, un homme méticuleux mais frustré, ne tarde pas à tomber sous le charme d’Odette, séduite malgré elle par l’attention inhabituelle que lui porte cet homme extérieur à son univers routinier.
Au fil des jours, le fonctionnaire devient de plus en plus envahissant. Sous couvert de son enquête fiscale, il multiplie les visites au domicile et se montre de plus en plus pressant. Puis, dans un chantage à peine voilé, il propose à Gabriel un "arrangement" : s’il accepte de laisser sa femme partir avec lui, il promet de ne pas révéler certaines irrégularités dans les comptes du garage. Choqué et déstabilisé, Gabriel se retrouve face à un dilemme absurde, tiraillé entre la peur d’un redressement fiscal ruineux et la fierté blessée d’un mari jaloux.

## Fiche technique
- Titre : Mais qu'est-ce que j'ai fait au bon Dieu pour avoir une femme qui boit dans les cafés avec les hommes ?
- Réalisation : Jan Saint-Hamont
- Scénario : Jan Saint-Hamont, Robert Castel, Alain Le Henry
- Direction de production : Guy Azzi
- Directeur de la photographie : Maurice Fellous
- Conseiller technique : Christian Bricout
- Montage : Michel Lewin
- Son : Paul Lainé
- Musique : Georges Baux, Pierre-Marie Baux (studio Deltour)
- Date de sortie : 1980
- Pays de production :  France
- Genre : comédie
- Durée : 90 minutes
- Affiche : Jouineau Bourduge (France)

## Distribution
- Michel Boujenah : Robert Crémieux
- Robert Castel : Gabriel Crémieux
- Antoinette Moya : Odette Crémieux
- Lorraine Bracco : Barbara
- Jacques Legras : Maurice Vasselin, l'agent du fisc
- Claude Melki : Vincent Adorno
- Claude Marcault
- Michel Creton
- Dominique Zardi : Auguste, le cafetier
- Mohamed Zinet : Moktar, l'employé du garage
- Marie-Thérèse Orain : La directrice d'école
- Gérard Couderc
- Isabelle Mergault : la serveuse